# Шоль, Жанно
Жанно Шоль (22 октября 1948, Эш-сюр-Альзетт — 1 февраля 2024, Эш-сюр-Альзетт) — люксембургский футболист.
Он играл с 1969 по 1979 год за футбольный клуб Женесс на позиции защитника. С 21 августа 1976 года по 10 ноября 1976 года Жанно Шоль 4 раза играл за сборную Люксембурга по футболу. 
Он был отцом баскетболистки Мартины Шоль.